# Chemin de Cluny

Carte des chemins de Compostelle

Le chemin de Cluny est, avec le chemin de Lyon qui le rejoint, un chemin préambulaire de la Via Podiensis sur les Chemins de Compostelle.
L'appellation "Les Chemins de Cluny" est également utilisée par une association membre de la Fédération Européenne des Sites Clunisiens. 

## Chemin de Cluny ou Chemin de Vezelay par les monts de La Madeleine
Il conduisait les pèlerins venant d'Allemagne par Toul ou Strasbourg via Dijon, de Suisse alémanique via Bâle, vers Le Puy en passant par :
- Cluny
- Saint-Jacques-des-Arrêts
- Monsols
- Charlieu
- La Bénisson-Dieu
- Saint-Haon-le-Châtel
- Saint Jean-Saint Maurice
- Pommiers
- Champdieu
- Montbrison
- Saint-Romain-le-Puy
- Marols
- Montarcher
- Égarande
- Retournac
- Vorey-sur-Arzon
- Le Puy-en-Velay

## Les Chemins de Cluny
Les Chemins de Cluny correspondent à des associations relatives aux différentes régions qui permettent de recenser près de 800 kilomètres d'itinéraires pédestres en France et en Suisse. Ces itinéraires sont un moyen de découvrir les sites clunisiens qui couvrent le territoire par le biais de randonnées de toutes difficultés.
Les chemins sont répartis en quatre zones géographiques :
- Les Chemins de Cluny en Suisse : Un itinéraire de 329 km avec 11 étapes clunisiennes, de Bassins à Rougemont

- Dans le Sud-ouest de la France : Un chemin de 120 km en Guyenne-Gascogne pour découvrir quatre sites surprenants : Moirax, Layrac, Saint-Maurin et Moissac.

- Entre Cantal et Aveyron : Un chemin de grande randonnée de 170 km. Partant de Bredons (Cantal), il relie la chapelle clunisienne de Manhaval (commune de Taussac, Aveyron) et se poursuit jusqu’à Conques, dans des paysages sublimes.
- De la Suisse à Cluny, en Bourgogne-Franche-Comté: De Romainmôtier (Vaud, Suisse) à Cluny (Saône-et-Loire, France).

D'autres associations naissent également de la même initiative de partager et de valoriser les sites rattachés à l'Ordre de Cluny via des randonnées. Par exemple, l'Association des Chemins de Cluny Auvergne qui est rattachée à la Fédération Française des sites clunisiens a été créée en 2017 pour mettre en valeur les sites clunisiens de la Région Auvergne.

## Chemin de Lyon
Le Chemin de Lyon, venant de Suisse, se rattache au chemin de Cluny à Saint-Romain-le-Puy et passe par :
- Genève
- Lyon
- Saint-Martin-en-Haut
- Saint-Symphorien-sur-Coise
- Saint-Galmier
- Saint-Romain-le-Puy
- Marols
- Montarcher
- Égarande
- Retournac
- Vorey-sur-Arzon
- Le Puy-en-Velay

Les sources médiévales mentionnant l'ancien chemin de pèlerinage de Lyon au Puy (via romipedum a Lugduno ad Podium, viam publicam peregrinorum de Podio) permettent d'identifier l'itinéraire passant au sud-est de Saint-Étienne:
- Terrenoire
- La Palle au lieu-dit l'Angélus
- Pont-de-Furan (actuel quartier de la Rivière)
- La Romière puis le cours de l'Ondaine

## Galerie

Voie de Cluny
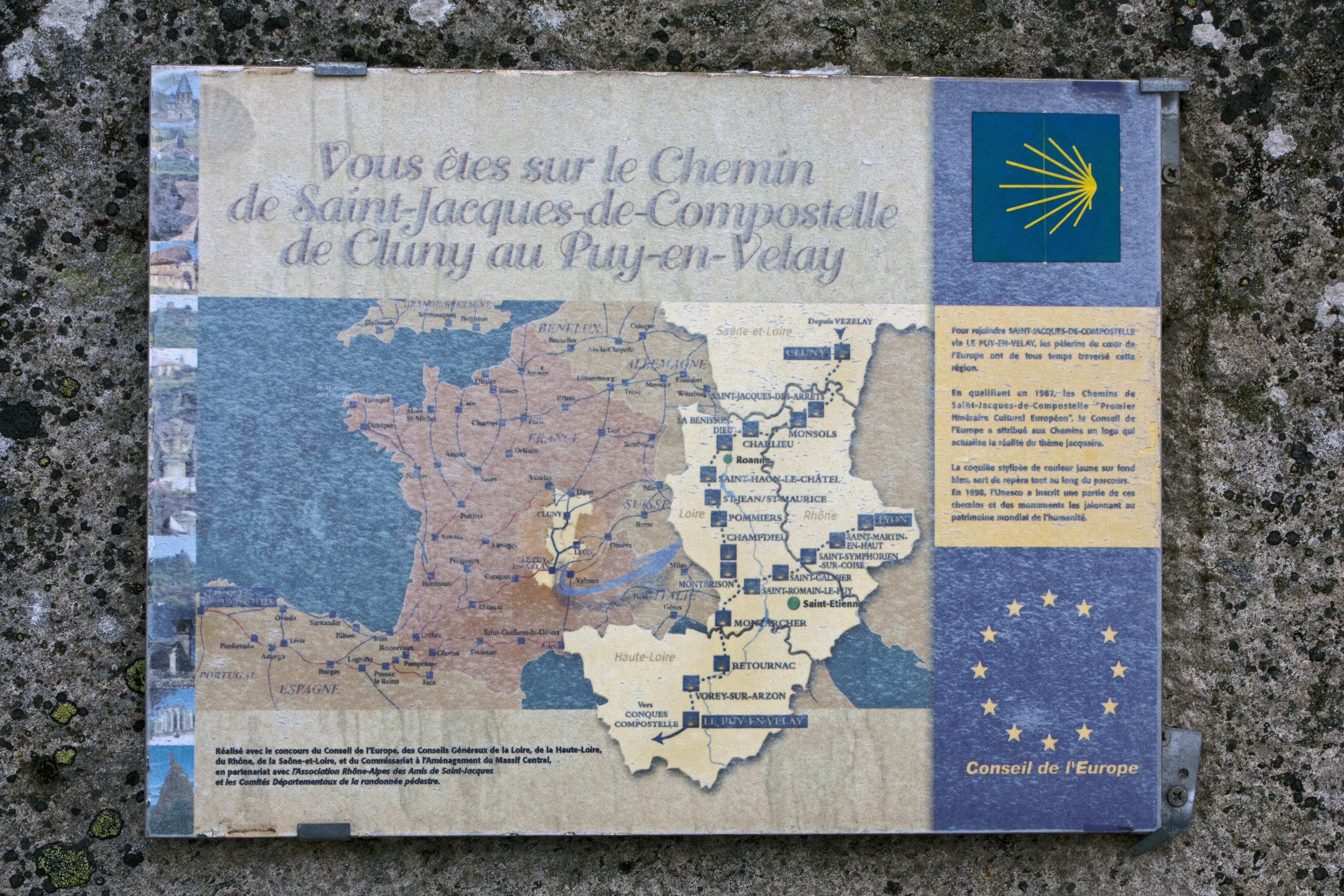
Plaque Jacquaire à Montarcher
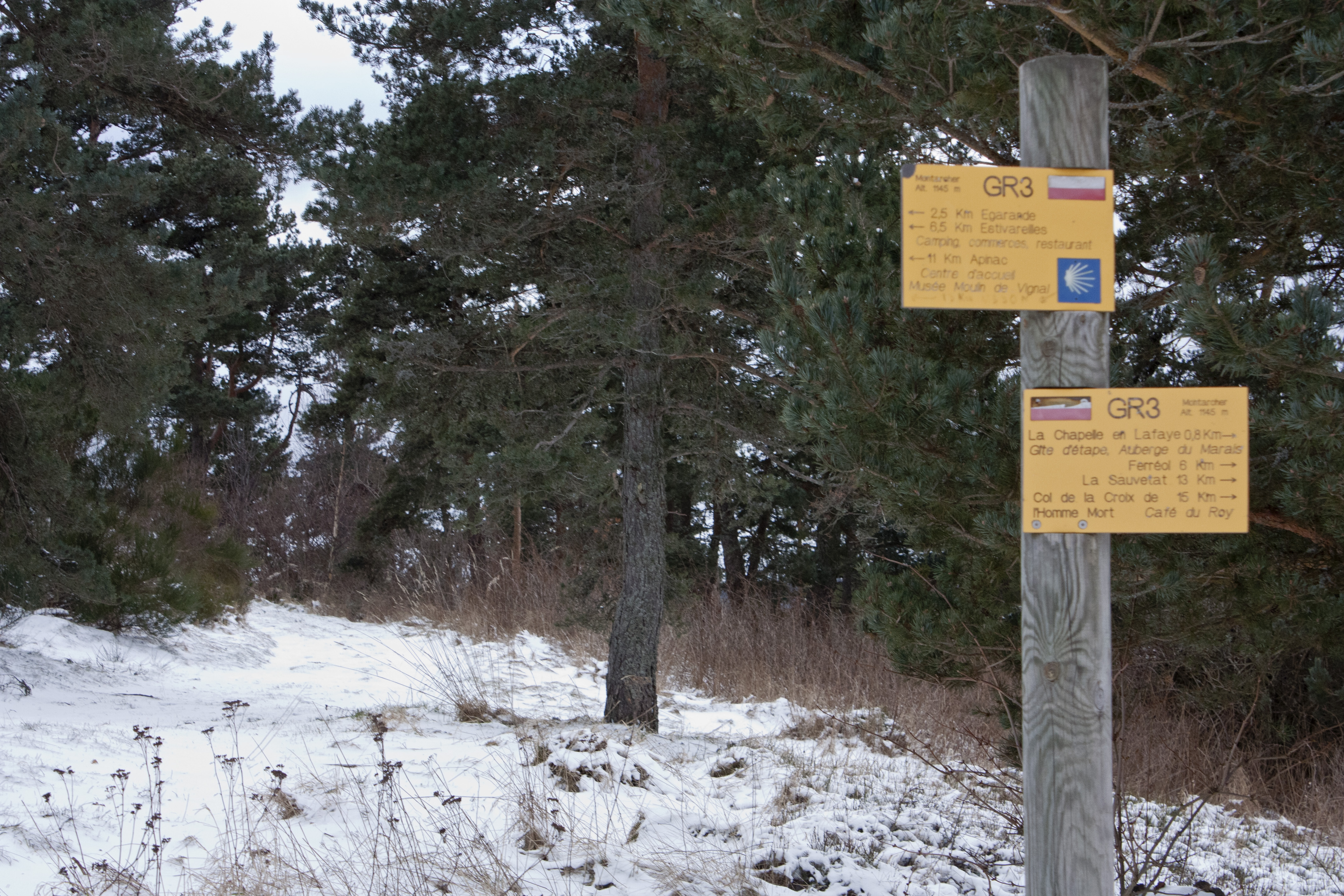
GR3 à Montarcher

Voie de Lyon
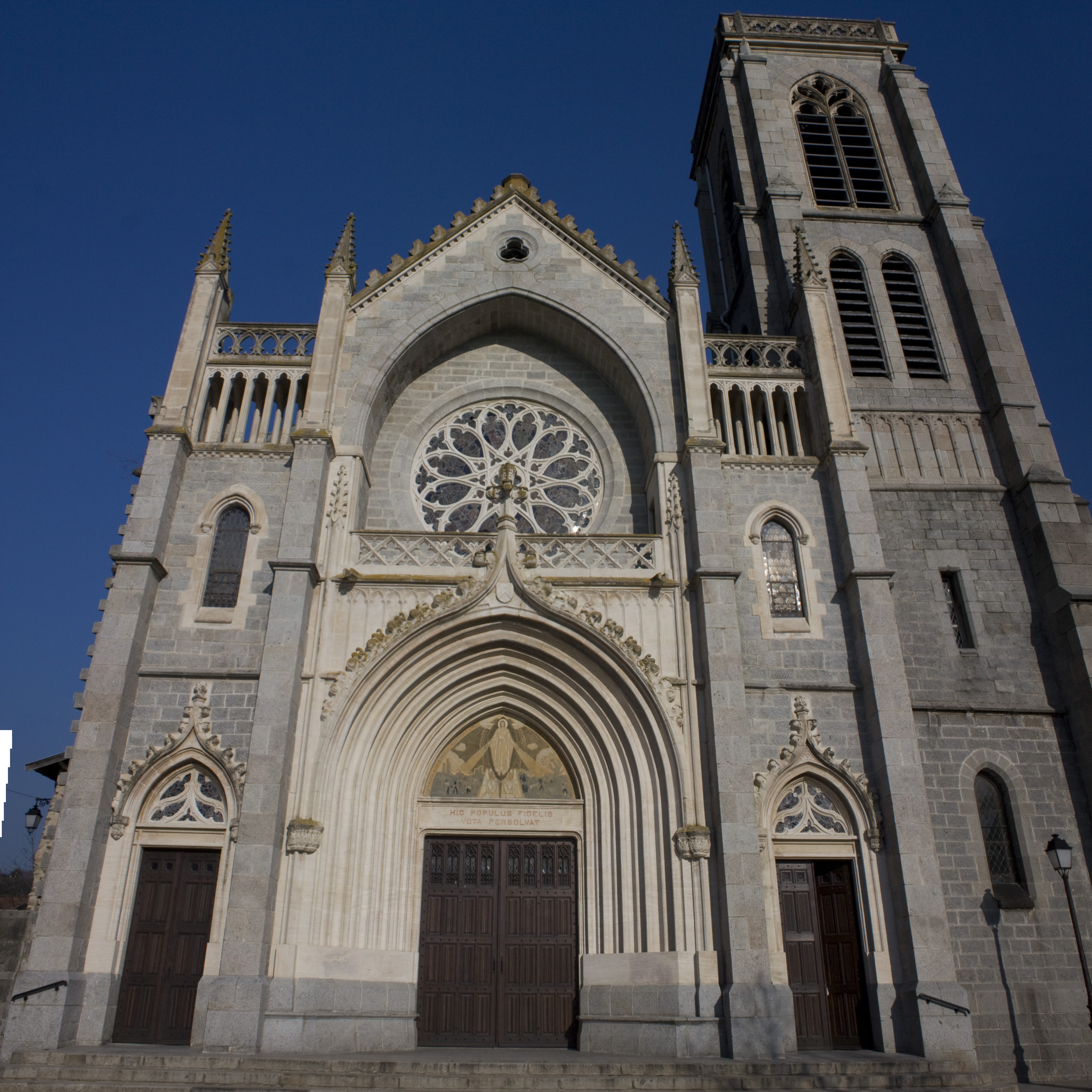
Saint Galmier-Façade.